# 23821 Морганмонро
23821 Морганмонро (23821 Morganmonroe) — астероїд головного поясу, відкритий 24 серпня 1998 року.
Тіссеранів параметр щодо Юпітера — 3,241.